# Жмеринська вулиця (Київ, Куренівка)
Жме́ринська ву́лиця — зникла вулиця, що існувала в Подільському районі міста Києва, місцевість Куренівка. Пролягала від вулиці Даргомижського до Сулимівської вулиці (нині — вулиця Ольжича).
Прилучалися Полянський та Сулимівський провулки.

## Історія
Вулиця виникла у середині ХХ століття під назвою 267-а Нова. Назву Жмеринська вулиця набула 1953 року.
Ліквідована 1977 року у зв'язку зі зміною забудови.